# Passetto
Passetto di Borgo, o simplement Passetto, és un pas elevat que uneix la Ciutat del Vaticà amb el Castell Sant'Angelo. Es tracta d'un corredor d'uns 800 metres de llarg, ubicat al districte (Rione) de Borgo. Va ser erigit el 1277 pel Papa Nicolau III, però algunes parts de la muralla van ser construïdes per Tòtila durant la guerra gòtica. En diverses ocasions ha servit com a via d'escapament per a papes en perill.

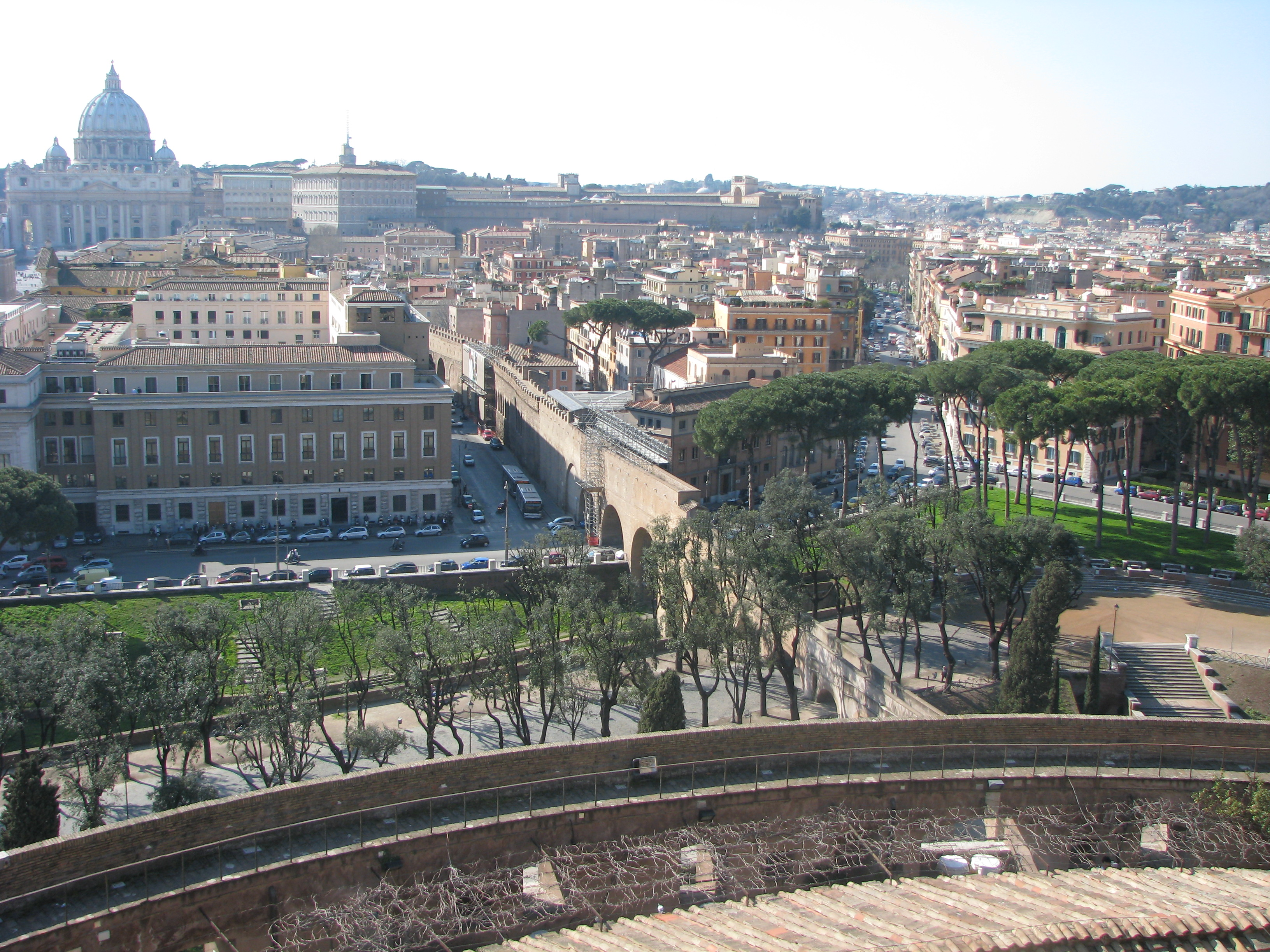
Traçat del Passetto des del Vaticà (al fons) al Castell Sant'Angelo

El papa Alexandre VI el va haver de creuar quan Carles VIII de França va envair la ciutat, amb trenta mil homes, l'agost de 1494, i la vida del pontífex estava en perill. També Climent VII, enfrontat a Carles I d'Espanya, a qui va trair, va escapar cap a la seguretat del Castell Sant'Angelo a través d'aquest passatge quan les tropes del monarca van saquejar Roma el 5 de maig de 1527 i van massacrar la Guàrdia suïssa. El castell va esdevenir la presó del Papa durant set mesos. Per aconseguir la seva llibertat se li va demanar una capitulació formal i el pagament de 300.000 ducats.

## En la cultura

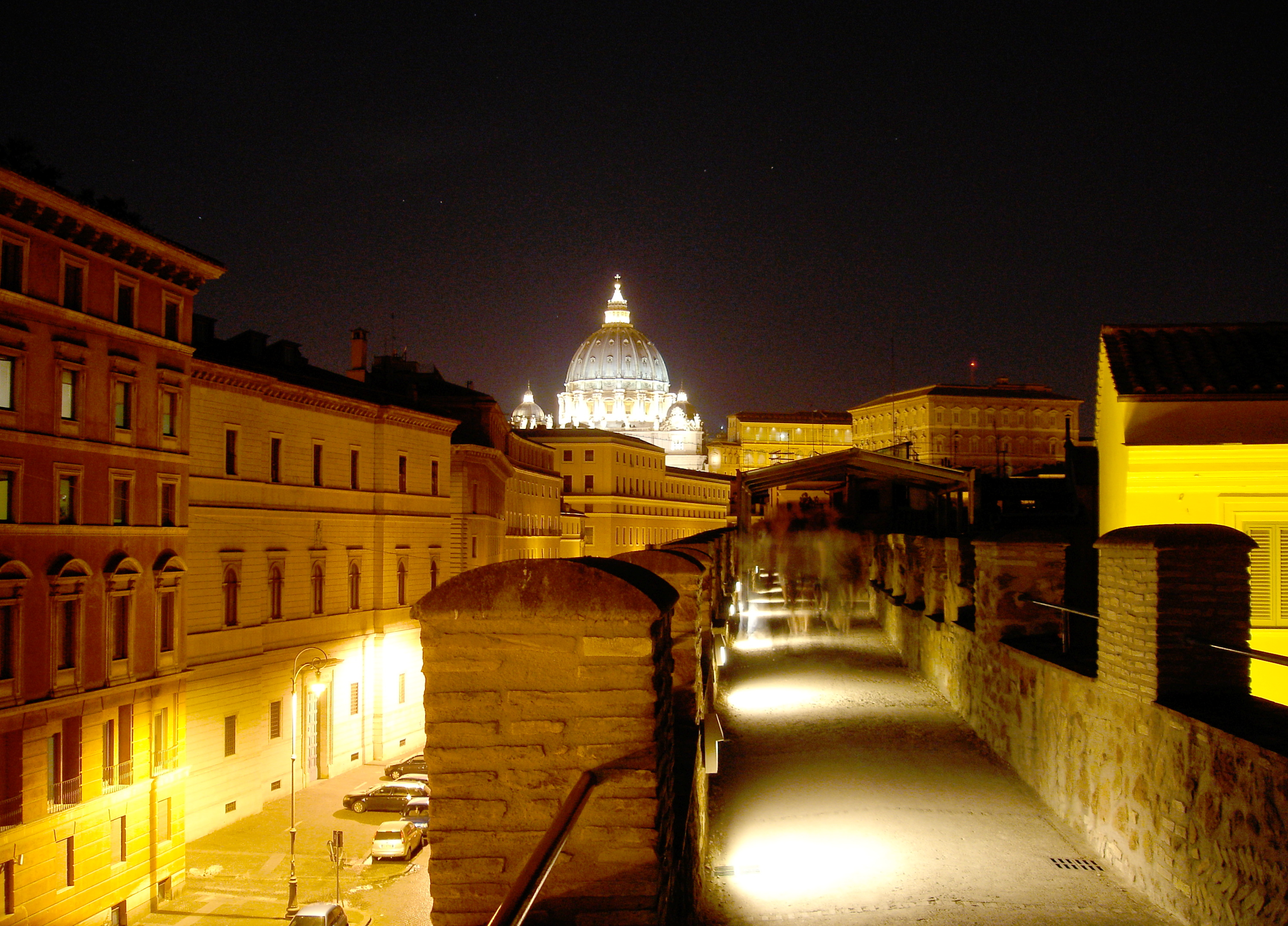
Sobre el "Passetto", anant cap al Vaticà.

El Passetto ha tingut un paper clau en la novel·la Àngels i dimonis de Dan Brown, mitjançant el qual l'antagonista (que formava part d'una Secta dels assassins) transporta al Castell Sant'Angelo quatre cardenals segrestats. Els protagonistes, Robert Langdon i Vittoria Vetra, van utilitzar més tard el Passetto com un accés directe a la Ciutat del Vaticà. Aquesta mateixa manera d'accedir al Vaticà es va utilitzar en Missió: Impossible III.
El Passetto també apareix en el joc Assassin's Creed 2, en el qual el protagonista Ezio lluita en aquest pas elevat des del Castell a la Capella Sixtina. En el joc, però, el Passetto està mal col·locat al llarg de les ribes del riu Tíber.